# Variations libres et Finale
Variations libres et Finale, op. 51, est une œuvre de musique de chambre de Gabriel Pierné composée en 1932 à l'intention du Quintette instrumental de Paris.

## Présentation
Variations libres et Finale de Pierné est composé en 1932. L'œuvre, qui porte le numéro d'opus 51, consiste en un quintette pour flûte, harpe, violon, alto et violoncelle,,.
La partition est destinée et dédiée au Quintette instrumental de Paris du harpiste Pierre Jamet et du flûtiste René Le Roy,,.
Variations libres et Finale est créé par l'ensemble dédicataire le 15 décembre 1932 à Paris, salle Gaveau. L'œuvre est également jouée à la Société nationale de musique le 1er avril 1933.
Pour le musicologue Jacques Tchamkerten, la pièce est une « composition infiniment séduisante et admirablement équilibrée ».

## Structure et analyse
Variations libres et Finale est d'une durée moyenne d'exécution d'une dizaine de minutes environ.
La partition s'ouvre sur une « mélodie rêveuse », à 
, qui « est exposée par la flûte sur les ré obstinés de la harpe et de l'alto. Après une première variation, avec le thème au violoncelle, un intermède modulant, plus animé [Più animato], introduit le ton de la mineur. Deux variations se succèdent, la seconde présentant le thème en imitations contrapuntiques. Une seconde section forme une sorte de divertissement ». Le rythme pointé initial, raccourci d'une croche, est transformé en zortziko, formule rythmique à cinq temps (
). Ce passage, assez développé, est en ré majeur et « laisse apparaître quelques échos du thème initial. On retrouve celui-ci, transformé en une ample mélodie chantée par les cordes [...] sous de tranquilles arpèges de la harpe, dans une nouvelle section Assez lent, en ré mineur », laquelle ne fait pas intervenir la flûte, qui « fait soudain irruption et ouvre le finale en fa majeur, sur [un] rythme de gigue ». Le finale, « écrit sur le mode lydien, est léger et finement rythmé, le jeu instrumental plein d'imprévu et de fantaisie ». Cette dernière partie est très brillante et virtuose, pleine de « truculence et de pétulance ». Puis « le tourbillon s'apaise peu à peu et, dans une brève coda Quasi recitativo, le thème initial conclut mélancoliquement l'œuvre dans le ton retrouvé de ré mineur ».
Pour Georges Masson, « virtuosité d'une écriture drue et sans concession mélodique, contrepoint serré, trame instrumentale légère et translucide, apportent aux Variations un caractère à la fois roussélien et ravélien, nuancé par la démarche personnelle de l'auteur ».
La partition est publiée par Salabert.

## Discographie
- Pierné: complete piano works, chamber, orchestral & vocal music, historical recordings, 10 CD, Warner Classics, 2023[6] : CD 9, Lily Laskine (harpe), Alain Marion (flûte) et membres du Quatuor Via Nova.
- Gabriel Pierné, la musique de chambre, vol. 2, Markus Brönnimann (flûte), Catherine Beynon (harpe), Haoxing Liang (violon), Kris Landsverk (alto) et Vincent Gérin (violoncelle), Timpani 2C1111, 2007[7].